# آوتلانديش

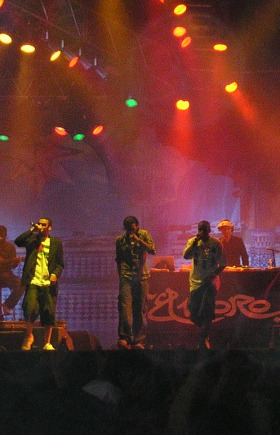
أتلانديش في مهرجان روسكيلد، 2003

أتلانديش The Outlandish هي مجموعة موسيقى هيب هوب مكونة من ثلات دانماركيين عصام بشيري (مغربي اللأصل)، وقاص علي قادري (باكستاني الأصل) وليني مارتينيز (هوندوراسي الأصل)، يعرفون بتدينهم وأغانيهم الروحية.
هم شباب من أصول وثقافات مختلفة، حيث أن عصام مغربي مسلم، وليني هوندوراسي مسيحي كاثوليكي، ووقاص باكستاني مسلم. تعرفوا على بعض وهم صغار، والذي يجمع بينهم هو ان أهاليهم هاجروا إلى الدنمارك تحديداً كوبنهاغن.
في عام 1997 عملوا أول أغنية لهم "Pacific to Pacific" وتبنتهم شركة الإنتاج المعروفة BMG
التابعة لسوني.

## أعمال
نجحوا بطرح 3 ألبومات أخرى :
- سنة 2000 Outland's Official.
- سنة 2003 Bread And Barrels of Water.
- سنة 2005 Closer Than Veins.
- سنة 2009 Sound Of A Rebel

## التعاون
تم التعاون والغناء مع سامي يوسف بأغنية I've Seen ومع برهان جي بأغنية Beyond Words
كما تم التعاون مع مغني ركادة مغربي اسمه الطيبي بأغنية Reggada. وبآخر أغنية Nothing Left to Do في مقطع من محاضرة للشيخ الأمريكي عبد الله.

## مواضيع الاغاني
مواضيع الأغاني يتمركز على وضع المسلمين حالياً، الصلاة وقراءة القرآن، العنصرية وظلم الإعلام للمسلمين، احترام الآخر، القضية الفلسطينية، والحج وبيت الله الحرام، والسلام والمحبة والتعايش بين الشعوب.

## وصلات خارجية
- آوتلانديش على موقع IMDb (الإنجليزية)
- آوتلانديش على موقع ميوزك برينز (الإنجليزية)
- آوتلانديش على موقع أول ميوزيك (الإنجليزية)
- آوتلانديش على موقع ديسكوغز (الإنجليزية)
- الموقع الرسمي لأوْتلانديش
- موقع جمهور ومعجبي أوتلانديش
- موقع سامي يوسف